# Ospedale Madonna delle Grazie
L'ospedale di Matera, intitolato alla Madonna delle Grazie, fu progettato nella seconda metà degli anni novanta dall'architetto italiano Gianfranco Carrara ed è situato alla periferia sud-ovest di Matera, proprio all'ingresso della città dallo svincolo di Matera sud della strada statale 7 Via Appia. Secondo polo ospedaliero regionale dopo l'ospedale San Carlo di Potenza, è stato costruito su un'area di 11 ettari di proprietà della Regione Basilicata e la sua struttura è studiata in integrazione e relazione con il paesaggio circostante. Nel progetto sono stati previsti 310 000 m³ di volume della struttura, 63 000 m² di suolo occupato e 530 posti letto a pieno regime. Il moderno ospedale è stato inaugurato nel 2002.

## Storia degli ospedali di Matera

### Gli ospedali precedenti
Il primo ospedale a Matera nacque nel 1865 e fu ospitato nella sede di un vecchio convento nel Sasso Barisano. Esso aveva inizialmente 12 posti letto e, nel maggio 1926, dopo la decisione di non costruirne uno nuovo, ebbe una prima ristrutturazione che aumentò i posti letto a 40 ed incluse nuovi reparti come quello per la chirurgia e l'ortopedia. Inoltre fu dotato di una sala operatoria, una farmacia e un laboratorio di analisi. Successivamente, con l'incremento demografico, fu affidato nel 1935 all'ing. Francesco De Martino il progetto per la costruzione di un terzo piano: ciò significò un ulteriore aumento dei posti letto a 120 e classificazione dell'ospedale alla categoria II.
Nel 1961 l'ospedale di Matera cambiò per la prima volta sede. Infatti negli anni precedenti era stata annunciata la costruzione sulla collina del castello Tramontano di un orfanotrofio, ma siccome i lavori restarono incompiuti, la Provincia diede alla struttura una destinazione sanitaria. Il nuovo impianto, avente 300 posti letto, fu denominato "Ospedali riuniti della provincia di Matera". Negli anni seguenti ci furono varie ristrutturazioni e ingrandimenti dei settori ospedalieri, tra cui l'ampliamento del secondo padiglione e la costruzione del terzo tra il 1970 e il 1980. 

### Il nuovo ospedale
Nel corso degli anni ottanta, si cominciò a sentire il bisogno di una struttura ospedaliera più grande e capace di supportare le nuove tecnologie. Per questo l'Azienda sanitaria locale n. 4, con la Regione Basilicata, ordinò l'avvio della costruzione della struttura. Nel luglio 1997 partirono i lavori e l'inaugurazione della nuova struttura avvenne nel 2002. Nel 2004 è stato classificato dal Tribunale dei diritti del malato (TDM) tra i primi tre ospedali più sicuri d'Italia. È sede del Dipartimento d'emergenza di I livello con servizio di eliambulanza.

## I reparti ospedalieri
- Anestesia
- Cardiologia (angiologia, ipertensione, scompenso, cardiologia riabilitativa)
- Centro regionale trapianti (tipizzazione tissutale)
- Chirurgia generale
- Chirurgia plastica
- Chirurgia vascolare
- Diabetologia (Obesità, diabete festazionale, nutrizione clinica e diabetica endocrinologia)
- Dialisi
- Donazione sangue
- Ematologia
- Endoscopia digestiva
- Fisiatria
- Genetica medica (Centro di microcitemia)
- Geriatria territoriale
- Malattie infettive
- Medicina del lavoro e infortunistica nei luoghi di lavoro
- Medicina interna (gastroenterologia, allergologia a farmaci)
- Nefrologia
- Neonatologia
- Neurologia
- Neuropsichiatria infantile
- Oculistica
- Oncologia
- Ortopedia
- Ospedale senza dolore
- Ostetricia e ginecologia
- Otorinolaringoiatra
- Pediatria
- Pneumologia
- Psichiatria
- Reumatologia
- Rianimazione e terapia intensiva
- Talassemia
- Urologia
- Unità di terapia intensiva coronarica (UTIC)

## Servizi
L'ospedale di Matera è dotato inoltre dei seguenti servizi aggiuntivi:
- auditorium da 250 posti
- bar
- banca
- chiesa